# Konferencja Katowicka

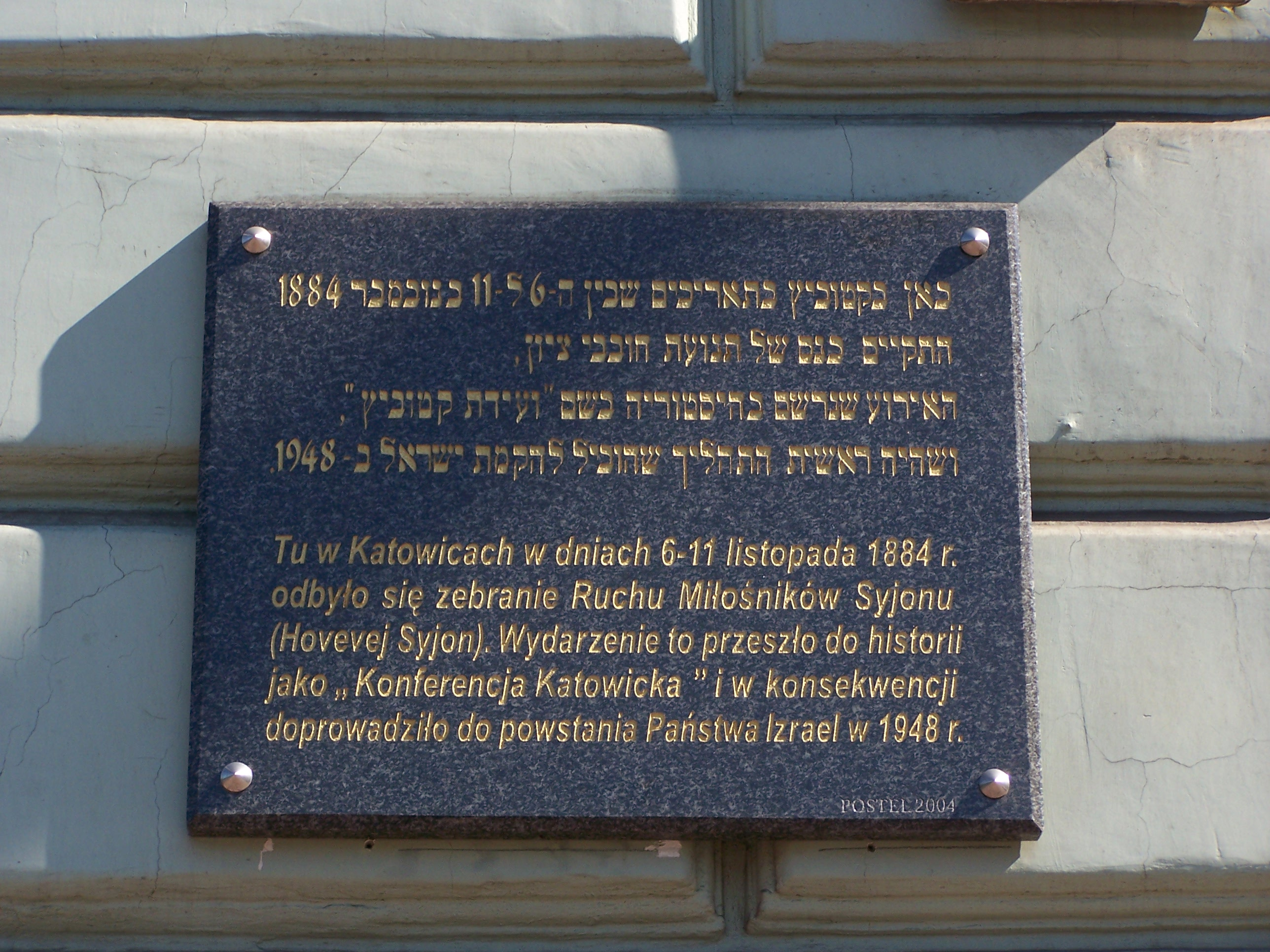
Tablica upamiętniająca "Konferencję Katowicką" na siedzibie gminy żydowskiej w Katowicach

Konferencja Katowicka, hebr. ועידת קטוביץ, niem. Kattowitz Konferenz − odbyte w dniach od 6 do 11 listopada 1884 w Katowicach zebranie delegatów Ruchu Miłośników Syjonu – Chowewej Syjon, na którym podjęto decyzje o założeniu nowych osad żydowskich w Palestynie.

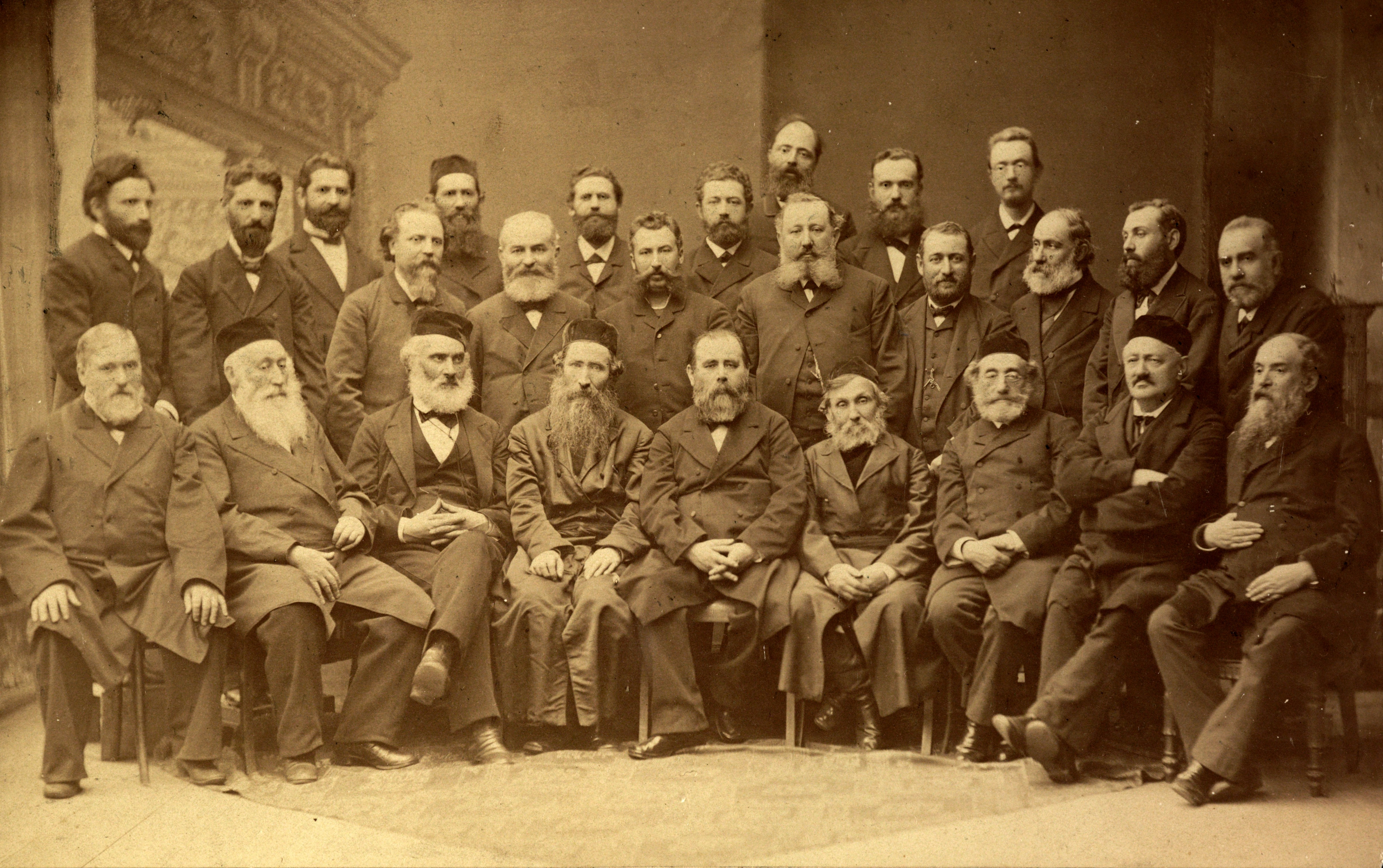
Uczestnicy konferencji w Katowicach. Piąty od lewej siedzi Leon Pinsker, czwarty Samuel Mohylewer.

Członkowie Ruchu Miłośników Syjonu nieprzypadkowo wybrali Katowice na miejsce konferencji. Miasto znajdowało się w pobliżu granicy rosyjskiej. Żydowscy liderzy o poglądach syjonistycznych z terenu zaboru rosyjskiego mogli bezpiecznie przybyć do pruskich wówczas Katowic. Najliczniej reprezentowane były społeczności z Warszawy i Białegostoku, chociaż nie zabrakło też gości z Francji, Wielkiej Brytanii, Rumunii i Palestyny. Na Konferencji Katowickiej zebrało się 32 delegatów, w tym 22 z Rosji, po jednym z Francji i Rumunii, dwóch z Anglii, sześciu z Niemiec. W czasie obrad wybrano komitet główny (Samuel Mohylewer – przewodniczący, Leon Pinsker – prezes), którego celem była promocja idei syjonistycznej, a także przygotowano plany założenia nowych osiedli na terenie Palestyny. Postanowiono wesprzeć finansowo osadników. Na ten cel wyasygnowano 10 tys. franków i 2 tys. rubli. Sekretarzem Pinskera był Mojżesz Leib Lilienblum.
Według Davida Pelega, ambasadora Izraela w Polsce, istnieje „związek między konferencją w Katowicach (...), a powstaniem państwa Izrael”. Idea powstania żydowskiego państwa na Bliskim Wschodzie była zdaniem izraelskiego dyplomaty jedynym wyjściem z trudnej sytuacji społeczności żydowskiej, która spotykała się z prześladowaniami w latach 80. XIX wieku w Rosji.
Nieznany jest adres budynku, w którym odbyła się konferencja (w XX wieku pojawiały się informacje, że był to Hotel Kaiserhof, jednak został on zbudowany od 8 do 10 lat później). W 120 rocznicę Konferencji Katowickiej władze wojewódzkie i miejskie umieściły na ówczesnej siedzibie gminy żydowskiej w Katowicach przy ulicy Młyńskiej 13 pamiątkową tablicę. W odsłonięciu uczestniczył m.in. Włodzimierz Kac, przewodniczący Gminy Wyznaniowej Żydowskiej w Katowicach.
Druga konferencja Chowewej Syjon odbyła się w 1887 w Druskiennikach.